# Ріхард Шімпф
Ріхард Шімпф (нім. Richard Schimpf; 16 травня 1897, Еггенфельден — 30 грудня 1972, Дюссельдорф) — німецький воєначальник, генерал-лейтенант люфтваффе, генерал-майор сухопутних військ бундесверу. Кавалер Лицарського хреста Залізного хреста.

## Біографія
Під час Першої світової війни 11 лютого 1915 року вступив в 9-й баварський піхотний князя Вреде полк. Після демобілізації армії залишений в рейхсвері. В квітні-вересні 1925 року пройшов льотну підготовку і з 1926 року служив офіцером-фотографом в штабі 7-го військового округу. З 1 вересня 1929 по 30 вересня 1930 року навчався в секретному авіаційному училищі рейхсверу в Липецьку — у цей період він офіційно вважався у відставці. В 1930/35 роках навчався у Вищій технічній школі в Шарлоттенбурзі.
1 лютого 1935 року переведений в люфтваффе. 1 березня 1936 року призначений начальником відділу аерофотозйомки і картографії Імперського міністерства авіації (RLM). З 26 березня 1940 року — начальник оперативного відділу штабу командувача авіації групи армій «А». Учасник Французької кампанії. З 17 липня 1940 року — знову начальник відділу RLM. З 4 листопада 1940 року — начальник штабу 4-го повітряного флоту, з 17 лютого 1941 року — 8-ї авіаційної області, з 1 грудня 1941 року — польової авіаційної області «Київ», з 10 вересня 1942 року — польової авіаційної області «Харків». 11 листопада 1942 року одночасно був призначений командиром 21-ї авіапольової дивізії, що знаходилася на стадії формування. 12 жовтня 1943 року  переведений в резерв. 16 лютого 1944 року призначений командиром 3-ї парашутної дивізії, керував її діями на Західному фронті. З 20 серпня 1944 по 5 січня 1945 року перебував у шпиталі, а потім знову повернувся в дивізію. 8 березня 1945 року взятий в полон американськими військами. 22 грудня 1947 року звільнений.
1 жовтня 1957 року повернувся в армію і був призначений командувачем 3-м військовим округом. 31 липня 1962 року вийшов у відставку.

## Звання
- Фанен-юнкер (11 лютого 1915)
- Лейтенант без патенту (25 жовтня 1915) — пізніше отримав патент від 1 березня 1916 року.
- Оберлейтенант (1 квітня 1925)
- Гауптман (1 квітня 1932)
- Майор (1 квітня 1935)
- Оберстлейтенант (1 квітня 1937)
- Оберст (1 жовтня 1939)
- Генерал-майор (18 березня 1943)
- Генерал-лейтенант (1 серпня 1943)
- Генерал-майор (1 жовтня 1957)

## Нагороди
- Залізний хрест 2-го і 1-го класу
- Орден «За заслуги» (Баварія) 4-го класу з мечами
- Нагрудний знак «За поранення» в чорному
- Почесний хрест ветерана війни з мечами
- Нагрудний знак пілота
- Медаль «За вислугу років у Вермахті» 4-го, 3-го, 2-го і 1-го класу (25 років)
- Застібка до Залізного хреста
  - 2-го класу (5 серпня 1940)
  - 1-го класу (17 лютого 1941)
- Медаль «За зимову кампанію на Сході 1941/42» (1942)
- Нагрудний знак пілота (Угорщина)
- Спеціальний знак начальника ВПС Угорщини
- Відзначений у Вермахтберіхт (19 червня 1944)
- Нагрудний знак «За поранення» в сріблі (серпень 1944)
- Німецький хрест в золоті (26 серпня 1944)
- Лицарський хрест Залізного хреста (6 жовтня 1944)
- Орден «За заслуги перед Федеративною Республікою Німеччина», великий хрест із зіркою і плечовою стрічкою